# FS E.402B
Die E.402B ist eine Elektrolokomotivbaureihe der italienischen Staatsbahnen Ferrovie dello Stato (FS), von der zwischen 1997 und 2000 insgesamt 80 Fahrzeuge gebaut wurden.
Die FS E.402B ist eine Weiterentwicklung der E.402A. Sie unterscheidet sich von dieser Lok zum Beispiel durch ihr höheres Gewicht sowie einen neu gestalteten und futuristischeren Wagenkasten. Zudem erreicht die E.402B nur eine Höchstgeschwindigkeit von 200 km/h, ihr Vorgängermodell kann dagegen 220 km/h erreichen.
Die Baureihe E.402B wird mit Drehstrom-Asynchronmotoren angetrieben. Im Gleichstrombetrieb werden Zerhacker für die Erzeugung von Wechselstrom verwendet.

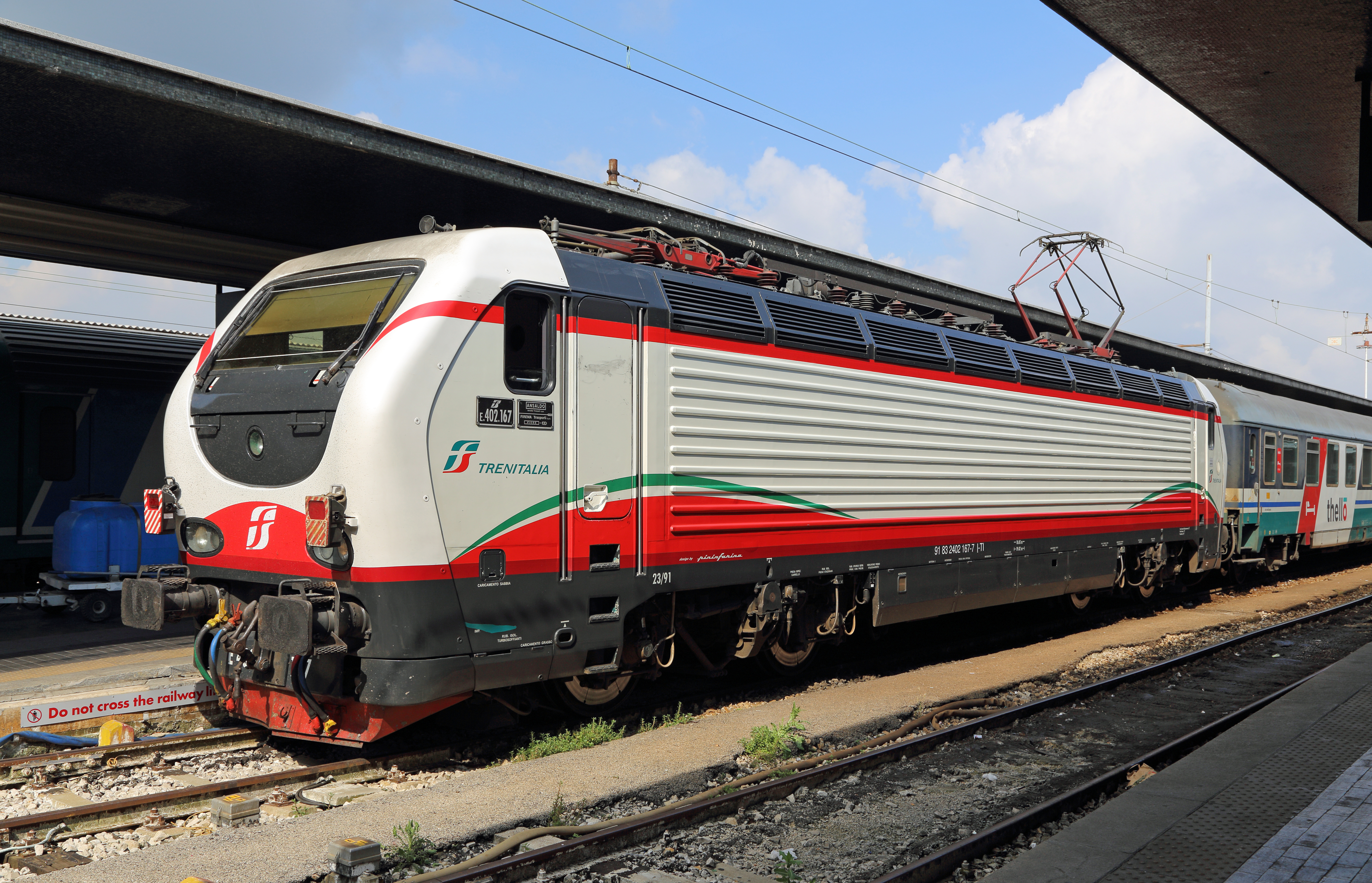
E 402B in Frecciabianca-Lackierung

Trenitalia verwendet die Lokomotiven vor allem für Intercity und Frecciabianca im Fernverkehr. Einzelne Loks werden allerdings auch im Güterverkehr eingesetzt.